# Ixora baldwinii
Ixora baldwinii är en måreväxtart som beskrevs av Ronald William John Keay. Ixora baldwinii ingår i släktet Ixora och familjen måreväxter. Inga underarter finns listade i Catalogue of Life.